# Hypolimnas subucula
Hypolimnas subucula är en fjärilsart som beskrevs av Hans Fruhstorfer 1912. Hypolimnas subucula ingår i släktet Hypolimnas och familjen praktfjärilar. Inga underarter finns listade i Catalogue of Life.